# Dominique Banlène Guigbile
Dominique Banlène Guigbile (Kpandéntangue-B, região de Savanes, Togo, 30 de dezembro de 1962) é um clérigo togolês e bispo católico romano de Dapaong.
Dominique Banlène Guigbile foi ordenado sacerdote pela Diocese de Dapaong em 30 de dezembro de 1992.
Em 15 de novembro de 2016, o Papa Francisco nomeou-o Bispo de Dapaong. O Arcebispo de Ouagadougou, Cardeal Philippe Ouédraogo, ordenou-o bispo em 4 de fevereiro do ano seguinte. Os co-consagradores foram o Núncio Apostólico no Togo, Dom Brian Udaigwe, e seu antecessor Jacques Tukumbé Nyimbusède Anyilunda. A posse na Diocese de Dapaong ocorreu no dia seguinte.